# 筑北スマートインターチェンジ
筑北スマートインターチェンジ（ちくほくスマートインターチェンジ）は、長野県東筑摩郡筑北村にある長野自動車道のスマートインターチェンジ (スマートIC) である。
同村本城地域および坂北地域の最寄りである。
後述の本城BSの跡地付近に本線直結型で建設された。利用可能車種はETC搭載の全車種で24時間運用、上下線ともに出入可となっている。

## 道路
- E19 長野自動車道（5-1番）

## 接続する道路
- 直接接続
  - 村道滝上北線[1]
- 間接接続
  - 国道403号
  - 長野県道303号会田西条停車場線

## 周辺状況
- 別所川
- 不動の滝（大滝）
- 小仁熊トンネル - 篠ノ井線の旧線区間にある。
- 国道403号
- 筑北村営バス - 枇杷平バス停
- 東日本旅客鉄道 篠ノ井線 西条駅
- 筑北村役場（旧本城総合支所）
- 日本ウェルネス長野高等学校

## 歴史
- 2018年（平成30年）8月10日 : 国土交通省より連結許可[2][3][4]。
- 2022年（令和4年）5月30日 : 当インターチェンジの名称が「筑北スマートIC」で正式決定される[5]。
- 2023年（令和5年）12月17日 : 供用開始[6]。

## 本城バスストップ
本城バスストップ（ほんじょうバスストップ）は、長野県東筑摩郡筑北村の長野自動車道上にかつてあった高速バス停留所 (BS) である。
当BSに停車する高速バスは、旅客案内上の停留所名を「長野道本城」と案内していた。当BSは主に筑北村本城（旧本城村）の住民が利用していた。2005年（平成17年）12月5日には緊急進入路が併設されパークアンドライド駐車場は上り線ホーム側にあり利用は無料だった。
施設としては、2020年（令和2年）12月31日24時に廃止され、高速バスの停車も同日をもって取り扱いを終了、2021年（令和3年）1月1日付けの改正で廃止された。
跡地には前述のとおり筑北スマートインターチェンジが建設された。
当初はスマートインターチェンジと併設させることで存続も検討されていたが、インターを造成するに伴い下り線側のバス停を大きく移動させるなど大規模な工事を要し工事費が高騰する他、バス停の利用が著しく低いとして同じ村内にある長野道坂北バス停に集約する形で廃止されるに至った。
上り線側のバス停あとに造成された緊急進入路はスマートインターの出入口に統合される形で廃止され跡地は封鎖された。

### 停車していた路線
- 長野 - 飯田線（みすずハイウェイバス、アルピコ交通・伊那バス・信南交通）
四賀BS - 本城BS - 坂北BS
- 長野 - 松本線（アルピコ交通）
四賀BS - 本城BS - 坂北BS
- 長野 - 甲府線（川中島バス・山梨交通）
四賀BS - 本城BS - 坂北BS

## 隣
E19 長野自動車道
(5) 安曇野IC -（計画中）安曇野北IC - (5-1) 筑北SIC/本城BS（廃止） - 筑北PA - (6) 麻績IC